# ダノンバラード
ダノンバラード（欧字名:Danon Ballade、2008年2月19日 - 2025年7月10日）は、日本の競走馬、種牡馬。主な勝ち鞍に2010年のラジオNIKKEI杯2歳ステークス、2013年のアメリカジョッキークラブカップ。
馬名の由来は、冠名＋母名の一部。

## 戦績
- 特記事項なき場合、本節の出典はJBISサーチ[4]

2010年10月24日、京都競馬場での2歳新馬戦でデビューし、1着。父・ディープインパクトの鞍上を務めた武豊にとっても、ディープインパクトの仔で勝利を挙げたのこれが初めてであった。続く京都2歳ステークスでマーベラスカイザーの3着となったのち、12月のラジオNIKKEI杯2歳ステークスではオールアズワンをクビ差退けて重賞初制覇。ディープインパクトにとっても、これが産駒の重賞初勝利となった。
3歳となった2011年、2月の共同通信杯で始動もナカヤマナイトの9着。このあと、池江泰郎厩舎の定年解散により池江泰寿厩舎に移籍。クラシック路線に進み、第一冠の皐月賞でオルフェーヴルの3着に入って二冠目の東京優駿に出走予定だったが、最終追い切り前に左前球節部の靭帯の痛みによる跛行のため、出走を回避した。休養を挟み11月のアンドロメダステークスで復帰も3着に終わり、その後も中日新聞杯3着、年明けて日経新春杯2着など勝てない競馬が続き、準オープンクラスに降級。降級初戦、7月中京競馬場での1600万下条件特別関ケ原ステークスを勝って、1戦でオープンクラスに復帰する。小倉記念4着、カシオペアステークス2着を経てアンドロメダステークスで4勝目を挙げた。
金鯱賞8着を挟み5歳初戦として出走のアメリカジョッキークラブカップでは2着トランスワープを1馬身4分の1差おさえて1位入線を果たしたが、最後の直線での御法についてトランスワープの関係者から異議が出されたものの到達順位のとおりに確定。鞍上のフランシス・ベリーは2月10日までの騎乗停止処分となった。その後は宝塚記念でゴールドシップの2着、鳴尾記念とオールカマーで3着の成績を残したものの勝ち星を挙げるには至らず、唯一のダート戦となった2014年4月19日のアンタレスステークス14着を最後に、同年4月27日付で競走馬登録を抹消された。

## 競走成績
以下の内容は、JBISサーチ、netkeiba.comに基づく。
| 競走日     | 競馬場 | 競走名             | 格       | 距離（馬場）  | 頭 数 | 枠 番 | 馬 番 | オッズ （人気） | 着順 | タイム （上り3F） | 着差 | 騎手        | 斤量 [kg] | 1着馬（2着馬）         | 馬体重 [kg] |
| ---------- | ------ | ------------------ | -------- | ------------- | ----- | ----- | ----- | --------------- | ---- | ----------------- | ---- | ----------- | --------- | ---------------------- | ----------- |
| 2010.10.24 | 京都   | 2歳新馬            |          | 芝1800m（良） | 12    | 5     | 5     | 001.40（1人）   | 01着 | R1:48.7（34.6）   | -0.3 | 0武豊       | 55        | （ブルースビスティー） | 464         |
| 0000.11.27 | 京都   | 京都2歳S           | OP       | 芝2000m（良） | 10    | 6     | 6     | 001.80（1人）   | 03着 | R2:01.7（35.1）   | -0.1 | 0武豊       | 55        | マーベラスカイザー     | 466         |
| 0000.12.25 | 阪神   | ラジオNIKKEI杯2歳S | GIII     | 芝2000m（良） | 15    | 5     | 8     | 006.90（4人）   | 01着 | R2:02.2（34.7）   | -0.0 | 0武豊       | 55        | （オールアズワン）     | 460         |
| 2011.02.13 | 東京   | 共同通信杯         | GIII     | 芝1800m（良） | 13    | 7     | 11    | 002.90（1人）   | 09着 | R1:49.2（34.5）   | -0.7 | 0武豊       | 57        | ナカヤマナイト         | 460         |
| 0000.04.24 | 東京   | 皐月賞             | GI       | 芝2000m（良） | 18    | 1     | 2     | 018.90（8人）   | 03着 | R2:01.3（35.3）   | -0.7 | 0武豊       | 57        | オルフェーヴル         | 464         |
| 0000.11.12 | 京都   | アンドロメダS      | OP       | 芝2000m（良） | 12    | 2     | 2     | 001.60（1人）   | 03着 | R2:00.6（34.2）   | -0.2 | 0武豊       | 55        | ユニバーサルバンク     | 478         |
| 0000.12.10 | 小倉   | 中日新聞杯         | GIII     | 芝2000m（稍） | 18    | 7     | 3     | 003.30（2人）   | 03着 | R1:59.6（35.6）   | -0.0 | 0M.デムーロ | 57        | コスモファントム       | 480         |
| 2012.01.15 | 京都   | 日経新春杯         | GII      | 芝2400m（良） | 12    | 8     | 11    | 006.50（3人）   | 02着 | R2:23.9（34.9）   | -0.2 | 0岩田康誠   | 56        | トゥザグローリー       | 478         |
| 0000.03.04 | 中京   | 中日新聞杯         | GIII     | 芝2000m（良） | 17    | 8     | 17    | 002.90（1人）   | 03着 | R2:02.6（35.1）   | -0.4 | 0福永祐一   | 57        | スマートギア           | 478         |
| 0000.05.06 | 新潟   | 新潟大賞典         | GIII     | 芝2000m（稍） | 15    | 5     | 9     | 004.70（1人）   | 04着 | R1:59.4（35.7）   | -0.4 | 0三浦皇成   | 57        | ヒットザターゲット     | 484         |
| 0000.05.27 | 東京   | 目黒記念           | GII      | 芝2500m（良） | 18    | 1     | 2     | 006.90（5人）   | 04着 | R2:31.0（34.9）   | -0.4 | 0岩田康誠   | 57        | スマートロビン         | 478         |
| 0000.07.07 | 中京   | 関ヶ原S            | 1600万下 | 芝2000m（稍） | 11    | 6     | 6     | 001.70（1人）   | 01着 | R2:03.1（35.4）   | -0.3 | 0小牧太     | 57        | （ワルキューレ）       | 474         |
| 0000.08.05 | 小倉   | 小倉記念           | GIII     | 芝2000m（良） | 12    | 4     | 4     | 003.00（2人）   | 04着 | R1:58.0（34.9）   | -0.7 | 0小牧太     | 57        | エクスペディション     | 474         |
| 0000.10.28 | 京都   | カシオペアS        | OP       | 芝1800m（稍） | 18    | 3     | 6     | 005.70（3人）   | 02着 | R1:46.5（34.5）   | -0.1 | 0安藤勝己   | 56        | リルダヴァル           | 482         |
| 0000.11.11 | 京都   | アンドロメダS      | OP       | 芝2000m（重） | 14    | 6     | 9     | 002.70（1人）   | 01着 | R2:01.7（34.7）   | -0.0 | 0C.ルメール | 57        | （メイショウウズシオ） | 482         |
| 0000.12.01 | 中京   | 金鯱賞             | GII      | 芝2000m（良） | 12    | 1     | 1     | 004.70（2人）   | 08着 | R2:01.0（35.8）   | -0.6 | 0北村友一   | 56        | オーシャンブルー       | 482         |
| 2013.01.20 | 中山   | AJCC               | GII      | 芝2200m（良） | 12    | 3     | 3     | 006.00（3人）   | 01着 | R2:13.1（36.0）   | -0.2 | 0F.ベリー   | 56        | （トランスワープ）     | 480         |
| 0000.02.24 | 中山   | 中山記念           | GII      | 芝1800m（良） | 15    | 7     | 12    | 006.00（4人）   | 06着 | R1:47.7（35.8）   | -0.4 | 0F.ベリー   | 57        | ナカヤマナイト         | 480         |
| 0000.03.23 | 中山   | 日経賞             | GII      | 芝2500m（良） | 15    | 4     | 5     | 015.70（6人）   | 07着 | R2:32.9（35.0）   | -0.9 | 0戸崎圭太   | 57        | フェノーメノ           | 480         |
| 0000.06.01 | 阪神   | 鳴尾記念           | GIII     | 芝2000m（良） | 16    | 4     | 7     | 015.70（6人）   | 03着 | R1:59.1（34.5）   | -0.2 | 0岩田康誠   | 57        | トウケイヘイロー       | 486         |
| 0000.06.23 | 阪神   | 宝塚記念           | GI       | 芝2200m（良） | 11    | 4     | 4     | 043.80（5人）   | 02着 | R2:13.8（36.2）   | -0.6 | 0川田将雅   | 58        | ゴールドシップ         | 484         |
| 0000.09.22 | 中山   | オールカマー       | GII      | 芝2200m（良） | 16    | 5     | 9     | 003.00（1人）   | 03着 | R2:12.1（35.0）   | -0.1 | 0川田将雅   | 57        | ヴェルデグリーン       | 482         |
| 0000.10.27 | 東京   | 0天皇賞（秋）      | GI       | 芝2000m（良） | 17    | 8     | 16    | 032.10（6人）   | 16着 | R2:00.5（38.0）   | -3.0 | 0川田将雅   | 58        | ジャスタウェイ         | 484         |
| 0000.12.22 | 中山   | 有馬記念           | GI       | 芝2500m（良） | 16    | 1     | 1     | 040.90（9人）   | 15着 | R2:37.0（41.2）   | -4.7 | 0川田将雅   | 57        | オルフェーヴル         | 480         |
| 2014.01.26 | 中山   | AJCC               | GII      | 芝2200m（良） | 16    | 4     | 7     | 007.80（4人）   | 12着 | R2:14.9（37.0）   | -0.9 | 0後藤浩輝   | 57        | ヴェルデグリーン       | 482         |
| 0000.04.19 | 阪神   | アンタレスS        | GIII     | ダ1800m（良） | 16    | 5     | 9     | 036.00（8人）   | 14着 | R1:53.0（38.1）   | -1.5 | 0川田将雅   | 57        | ナムラビクター         | 490         |

## 種牡馬時代
2014年4月の競走馬登録抹消に際し、JRAからは故郷のケイアイファームで種牡馬となる予定と発表されたが、5月に日高スタリオンステーションに入厩。2015年から種牡馬として供用された。初年度産駒は25頭。
種牡馬生活2年目の2016年は日高スタリオンステーション閉鎖のためレックススタッドで供用された。その後、トルコの馬主に購買され、同年8月にイタリアに輸出。同国で1年種牡馬生活を送り、トルコ情勢が安定してからトルコへ移動する予定になっていた。イタリア時代にはベスナーテ牧場で繋養され、2017年に61頭に種付けを行った。
のちに第二の繋養先はイギリスに変更され、2017年11月にトルコとイタリアの馬主が所有したままイギリスのバッツフォードスタッドに移動。イギリスで初めて繋養されるディープインパクト産駒の種牡馬となり、2018年の種付けシーズンを同国で送った。
2018年春、日本でデビューを控えていた初年度産駒の質に注目した岡田繁幸により買い戻され、7月に帰国。ウィンターフェル、ナイママといった産駒が結果を出す中での逆輸入となった。2019年からビッグレッドファームで供用され、2019年の種付け頭数は108頭、血統登録数66頭。その中から2022年8月28日にキタウイングが新潟2歳ステークスを制して産駒のJRA重賞初制覇を達成した。
2025年7月10日、腹膜炎のため死亡した。前日に膀胱結石の除去手術を受けて経過観察されていたが、翌朝に容態が急変し息を引き取った。
初年度産駒（2016年産）のモンブランテソーロが2023年から白馬牧場で、同じくウィンターフェルが2025年からカナイシスタッドで種牡馬入りしている。

### 主な産駒

#### グレード制重賞勝ち馬
- 2016年産
  - ロードブレス（2020年日本テレビ盃）[29]
- 2020年産
  - キタウイング（2022年新潟2歳ステークス、2023年フェアリーステークス）[30]

#### 地方重賞勝ち馬
- 2016年産
  - ダノンレジーナ（2021年しらさぎ賞、東京シンデレラマイル、2022年佐賀ヴィーナスカップ、兵庫サマークイーン賞、秋桜賞）[31]

## 血統表
| ダノンバラードの血統                                     | ダノンバラードの血統                                                | ダノンバラードの血統            | （血統表の出典）                | （血統表の出典） |
| 父系                                                     | サンデーサイレンス系/ヘイロー系                                     | サンデーサイレンス系/ヘイロー系 | サンデーサイレンス系/ヘイロー系 | [ § 2 ]          |
| 父 ディープインパクト 2002 鹿毛 北海道早来町             | 父の父*サンデーサイレンス Sunday Silence 1986 青鹿毛 アメリカ       | Halo                            | Hail to Reason                  | Hail to Reason   |
| 父 ディープインパクト 2002 鹿毛 北海道早来町             | 父の父*サンデーサイレンス Sunday Silence 1986 青鹿毛 アメリカ       | Halo                            | Cosmah                          |                  |
| 父 ディープインパクト 2002 鹿毛 北海道早来町             | 父の父*サンデーサイレンス Sunday Silence 1986 青鹿毛 アメリカ       | Wishing Well                    | Understanding                   | Understanding    |
| 父 ディープインパクト 2002 鹿毛 北海道早来町             | 父の父*サンデーサイレンス Sunday Silence 1986 青鹿毛 アメリカ       | Wishing Well                    | Mountain Flower                 |                  |
| 父 ディープインパクト 2002 鹿毛 北海道早来町             | 父の母*ウインドインハーヘア Wind in Her Hair 1991 鹿毛 アイルランド | Alzao                           | Lyphard                         | Lyphard          |
| 父 ディープインパクト 2002 鹿毛 北海道早来町             | 父の母*ウインドインハーヘア Wind in Her Hair 1991 鹿毛 アイルランド | Alzao                           | Lady Rebecca                    |                  |
| 父 ディープインパクト 2002 鹿毛 北海道早来町             | 父の母*ウインドインハーヘア Wind in Her Hair 1991 鹿毛 アイルランド | Burghclere                      | Burghclere                      | Burghclere       |
| 父 ディープインパクト 2002 鹿毛 北海道早来町             | 父の母*ウインドインハーヘア Wind in Her Hair 1991 鹿毛 アイルランド | Burghclere                      | Highclere                       |                  |
| 母 *レディバラード Lady Ballade 1997 黒鹿毛 アイルランド | 母の父Unbridled 1987 黒鹿毛 アメリカ                                | Fappiano                        | Mr. Prospector                  | Mr. Prospector   |
| 母 *レディバラード Lady Ballade 1997 黒鹿毛 アイルランド | 母の父Unbridled 1987 黒鹿毛 アメリカ                                | Fappiano                        | Killaloe                        |                  |
| 母 *レディバラード Lady Ballade 1997 黒鹿毛 アイルランド | 母の父Unbridled 1987 黒鹿毛 アメリカ                                | Gana Facil                      | Le Fabuleux                     | Le Fabuleux      |
| 母 *レディバラード Lady Ballade 1997 黒鹿毛 アイルランド | 母の父Unbridled 1987 黒鹿毛 アメリカ                                | Gana Facil                      | Charedi                         |                  |
| 母 *レディバラード Lady Ballade 1997 黒鹿毛 アイルランド | 母の母Angelic Song 1988 鹿毛 カナダ                                 | Halo                            | Hail to Reason                  | Hail to Reason   |
| 母 *レディバラード Lady Ballade 1997 黒鹿毛 アイルランド | 母の母Angelic Song 1988 鹿毛 カナダ                                 | Halo                            | Cosmah                          |                  |
| 母 *レディバラード Lady Ballade 1997 黒鹿毛 アイルランド | 母の母Angelic Song 1988 鹿毛 カナダ                                 | Ballade                         | Herbager                        | Herbager         |
| 母 *レディバラード Lady Ballade 1997 黒鹿毛 アイルランド | 母の母Angelic Song 1988 鹿毛 カナダ                                 | Ballade                         | Miss Swapsco                    |                  |
| 母系(F-No.)                                              | レディバラード(IRE)系(FN:12-c)                                      | レディバラード(IRE)系(FN:12-c)  | レディバラード(IRE)系(FN:12-c)  | [ § 3 ]          |
| 5代内の近親交配                                          | Halo 3 × 3 = 25.00%                                                 | Halo 3 × 3 = 25.00%             | Halo 3 × 3 = 25.00%             | [ § 4 ]          |
| 出典                                                     | 1. 2. 3. 4.                                                         | 1. 2. 3. 4.                     | 1. 2. 3. 4.                     | 1. 2. 3. 4.      |

- 半姉レディアーティストの孫に日経新春杯勝ち馬のロードデルレイがいる。
- 母レディバラードはクイーン賞、TCK女王盃の勝ち馬[34]。
- そのほかの近親にSligo Bay（ハリウッドターフカップステークス）、フサイチセブン（ダイオライト記念）、エアアルマス（東海ステークス）など[34]。